# Graptophyllum pubiflorum
Graptophyllum pubiflorum är en akantusväxtart som beskrevs av Spencer Le Marchant Moore. Graptophyllum pubiflorum ingår i släktet Graptophyllum och familjen akantusväxter. Inga underarter finns listade i Catalogue of Life.